# Điêu Huyền (soạn giả)
Điêu Huyền (6 tháng 1 năm 1915 – 12 tháng 11 năm 1983) là một soạn giả cải lương người Việt Nam. Ông là tác giả một số vở cải lương được nhiều khán giả biết đến như Ánh lửa rừng khuya, Tiếng hò sông Hậu, Khách sạn hào hoa.

## Tiểu sử
Điêu Huyền tên thật là Phạm Văn Điều, sinh năm 1915, tại làng Nhơn Nghĩa (nay thuộc xã Nhơn Nghĩa, huyện Phong Điền, Cần Thơ). Ông là người con thứ 9 trong một gia đình có 11 anh em.

## Tác phẩm
- Ánh lửa rừng khuya
- Cây sầu riêng trổ bông
- Chim Việt cành Nam
- Tiếng hò sông Hậu[2]
- Mười năm gian khổ
- Nợ máu trả bằng máu
- Tìm lại cuộc đời[3]
- Thiếu sinh thời loạn
- Khách sạn Hào Hoa[4]
- Kiếp chồng chung
- Gió bụi biên thùy

Danh sách này không đầy đủ, bạn cũng có thể giúp mở rộng danh sách.